# Тюрюмин, Александр Владимирович
Александр Владимирович Тюрюмин (родился 20 марта 1980 в Москве) — российский автогонщик, чемпион России в классе Формула-1600. 
Гоночный дебют — Кубок VW Polo в 2001 году (3 подиума, 4-е место в итоге).

## Гоночная карьера
| Год  | Серия или чемпионат   | Команда             | Гонки | Победы | Поулы | Подиумы | Очки | Место |
| ---- | --------------------- | ------------------- | ----- | ------ | ----- | ------- | ---- | ----- |
| 2001 | Кубок VW Polo, Россия | N/A                 | N/A   | N/A    | N/A   | 3       | N/A  | 4     |
| 2002 | Formula 1600, Россия  | N/A                 | N/A   | 1      | N/A   | N/A     | N/A  | N/A   |
| 2002 | Формула Русь          | N/A                 | 1     | 1      | N/A   | 1       | N/A  | N/A   |
| 2003 | Formula 1600, Россия  | Artline Engineering | N/A   | 4      | N/A   | N/A     | N/A  | 1     |
| 2003 | Формула Русь          | Champion            | N/A   | 2      | N/A   | N/A     | N/A  | 2     |
| 2004 | Formula Palmer Audi   | —                   | 12    | 0      | 0     | 5       | 151  | 4     |
| 2005 | A1 GP                 | Россия              | 0     | 0      | 0     | 0       | 0    | —     |
| 2005 | Formula 1600, Россия  | Active-Pro Racing   | N/A   | 0      | N/A   | N/A     | N/A  | N/A   |

## Факты
- Во многих англоязычных источниках фамилия Тюрюмина содержит ошибку — "Truryumin".